# Accademia dei Floridi
L'Accademia dei Floridi fu, assieme all'Accademia Filarmonica, una delle più importanti accademie musicali italiane del XVII secolo.

## Storia
Venne fondata da Adriano Banchieri in Bologna (presso il monastero di San Michele in Bosco) nel 1615 con lo scopo di promuovere attività musicali e di educare i soci alla teoria e alla pratica musicale. L'Accademia fu poi trasformata nel 1622 in Accademia dei Filomusi (ospitata nella casa di Girolamo Giacobbi). Membri eccellenti furono Claudio Monteverdi e Tarquinio Merula. Nel 1633 nasce l'Accademia dei Filaschisi, attiva fino al 1666 quando le esperienze accademiche bolognesi confluirono nell'Accademia Filarmonica.